# Frequenzatlas
Der Frequenzatlas ist ein Nachschlagewerk im Bereich der Außenwerbung.
Der Fachverband Aussenwerbung e.V. hat die Fraunhofer-Gesellschaft beauftragt, auf Basis der umfangreichen Erfahrungen aus der Werbeträgerforschung und neuesten wissenschaftlichen Erkenntnissen einen „Frequenzatlas für Deutschland“ zu erstellen, der die Frequenzverteilung für alle Großstädte Deutschlands in der Aufteilung nach
- Straßenverkehr
- Öffentlichem Personennahverkehr
- Fußgängerpassagen

beschreibt.
Dieser Datenbestand ist auch integraler Bestandteil des Stellenbewertungssystems G-Wert, dass die für einen Standort relevanten Verkehrsfrequenzen mit sichtbarkeitsrelevanten Faktoren wie Beleuchtung, Kontaktchancendauer usw. gewichtet.